# Вуковський Дол
Вуковський Дол (словен. Vukovski Dol) — поселення в общині Песниця, Подравський регіон‎, Словенія.